# Planimontia
Planimontia is een geslacht van hooiwagens uit de familie Triaenonychidae.
De wetenschappelijke naam Planimontia is voor het eerst geldig gepubliceerd door Kauri in 1961. 

## Soorten
Planimontia is monotypisch en omvat slechts de volgende soort:
- Planimontia goodnightorum